# Chesley Crosbie
Chesley Crosbie (ur. 1905, zm. 1962) – polityk nowofundlandzki. Lider Partii Unii Ekonomicznej – Economic Union Party.
Urodzony w 1905 w St. Johns w bardzo zamożnej rodzinie zagazowanej w lokalnym przemyśle turystycznym, stoczniowym, wytwórczym i rybackim. Chasley ukończył średnią szkołę Bishop Feiled College w rodzinnym mieście, a następnie uczęszczał do kilku ekskluzywnych szkół w Ontario. W 1932 po śmierci swego ojca Johna Crosbie, objął kontrolę nad rodzinnym imperium przemysłowym, które prowadził ze zmiennym szczęściem. Mimo wielu niekonwencjonalnych decyzji, z których wiele okazało się błędnymi, zdołał utrzymać swój holding, utrzymując rodzinę Crosbie w czołówce najbogatszych na Nowej Fundlandii.
Już ojciec Chasleya John Crosbie był zaangażowany w życie polityczne wyspy zasiadając w rządzie dominium. Sam Chasley zaangażował się w politykę wraz z wyborem do Konwencji Narodowej, która miała dąć rekomendacje co przyszłość wyspy, bo zakończeniu brytyjskich rządów komisarycznych. Cosbie w Konwencji reprezentował siły antykonfederacyjne, zmierzające do powrotu wyspy do statusu niezależnego dominium. Zauważając jednak, ze pro konfederaci, którzy otrzymali od rządu Kanady przyrzeczenie korzystnych warunków unijnych, zaczynają brać górę, postanowił opuścić szeregi antykonfederacyjnej Resposible Government League, zakładając własną Economic Union Party, która przedstawiała alternatywny dla obu wiodących sił, program, który według Crosbiego miał zapewnić wyspie samo wystarczalność ekonomiczną. Crosbie proponował zawarcie unii ekonomicznej (lecz nie polityczne) ze Stanami Zjednoczonymi. Ta opcja nie spotkała się z szerokim poparciem ani na forum konwencji, ani wśród ludności. Po przegranym przez antykonfederatów referendum wziął udział w delegacji negocjacyjnej do Ottawy, gdzie ustalona ostateczne warunki konfederacji. Crosbie zgłosił votum separatum i nie złożył podpisu pod ostatecznym dokumentem, uważając, ze warunki unijne są niekorzystne dla prowincji. Po tym wycofał się z życia politycznego skupiając się na zarządzaniu rodzinnym przedsiębiorstwem. Zmarł w 1962.